# Oleg Salukow
Oleg Leonidowicz Salukow (ros. Олег Леонидович Салюков; ur. 21 maja 1955 w Saratowie) – rosyjski dowódca wojskowy, generał armii, dowódca wojsk lądowych Federacji Rosyjskiej.